# شهرستان شلبی (کنتاکی)
شهرستان شلبی، کنتاکی (به انگلیسی: Shelby County, Kentucky) یک سکونتگاه مسکونی در ایالات متحده آمریکا است که در کنتاکی واقع شده‌است.